# Långtjärnen (Malå socken, Lappland, 724979-161999)
Långtjärnen är en sjö i Malå kommun i Lappland och ingår i Skellefteälvens huvudavrinningsområde.